# Seiden-Backenklee
Der Seiden-Backenklee (Lotus germanicus (Gremli) Peruzzi, Syn.: Dorycnium pentaphyllum subsp. germanicum (Gremli) Gams, Dorycnium germanicum (Gremli) Rouy), weitere Trivialnamen sind Seidenhaar-Backenklee und Deutscher Backenklee, ist eine Pflanzenart aus der Gattung Hornklee (Lotus) in der Unterfamilie der Schmetterlingsblütler (Faboideae) innerhalb der Familie der Hülsenfrüchtler (Fabaceae).

## Beschreibung

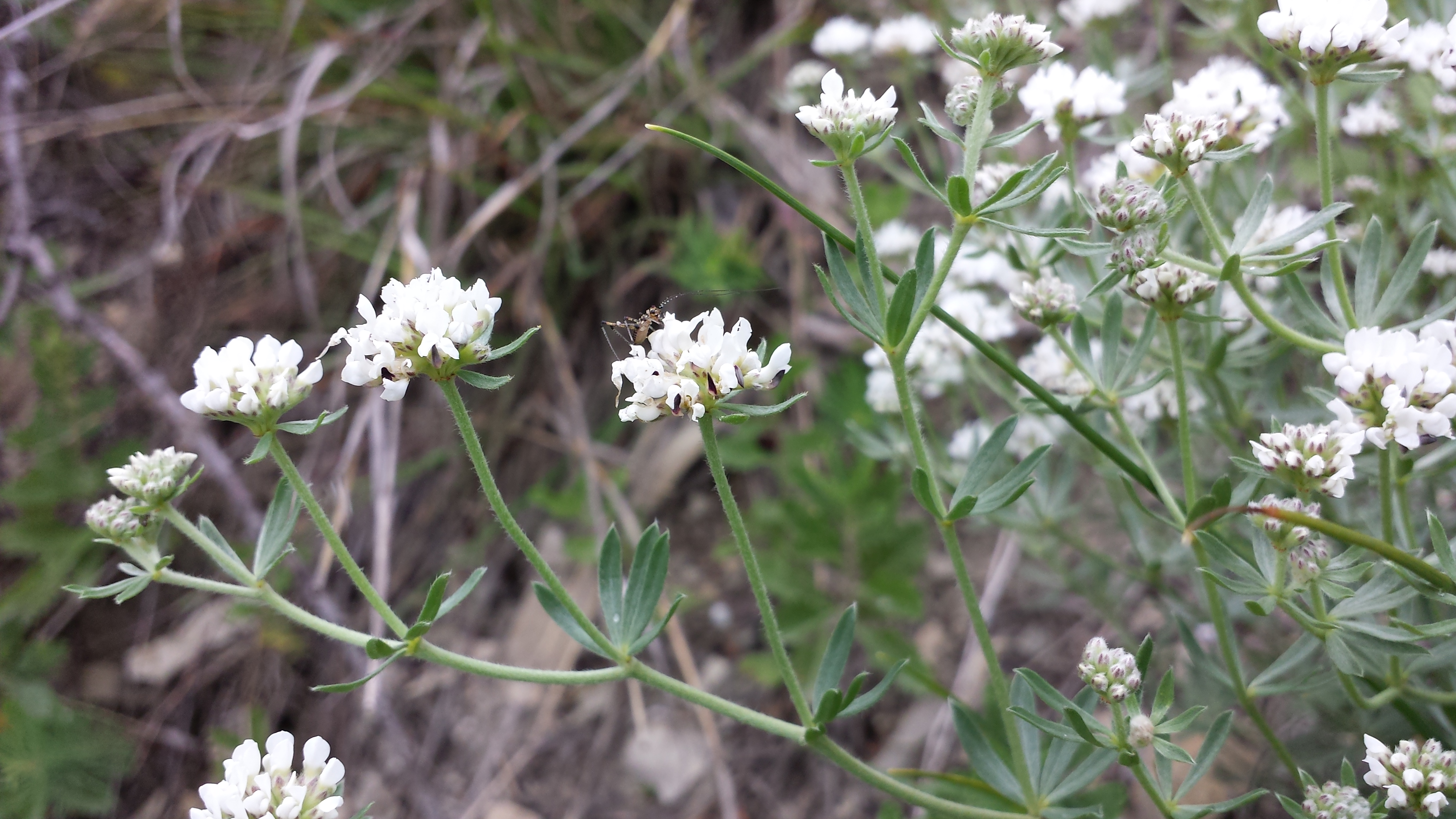
Blütenstände

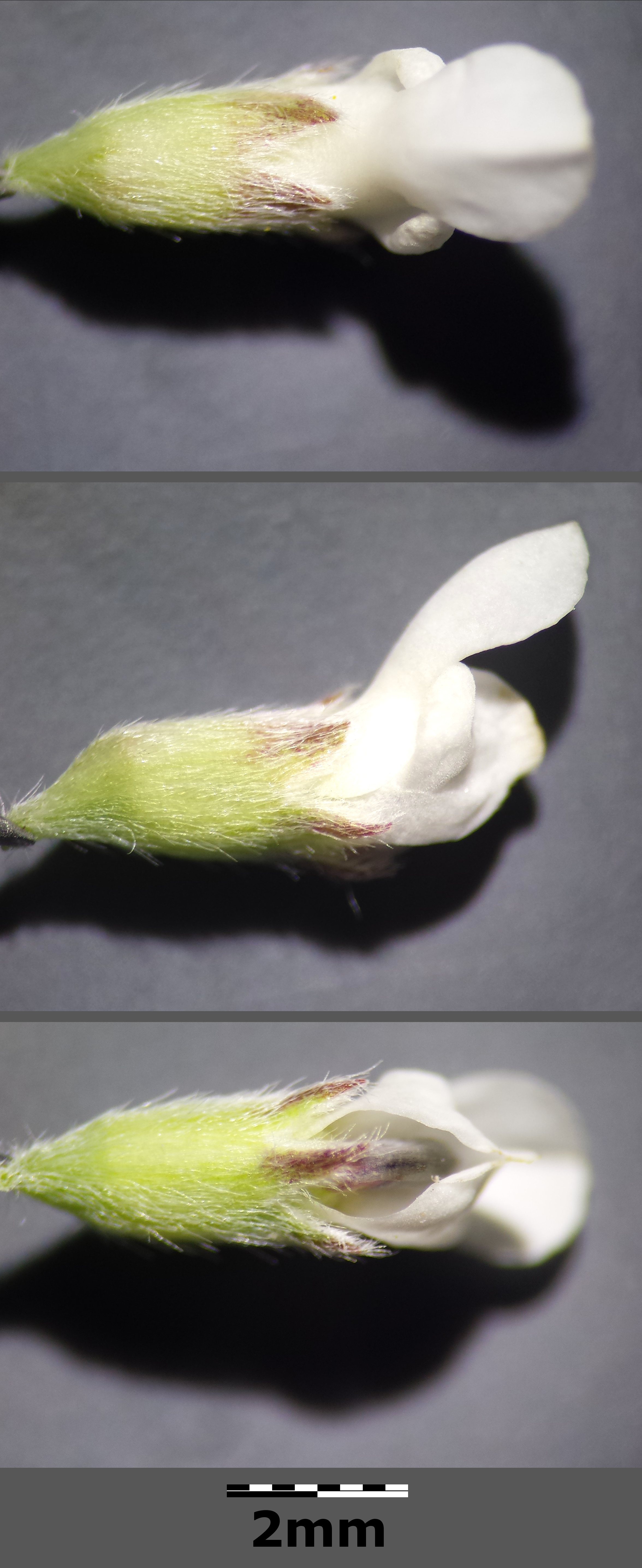
Zygomorphe Blüten, erkennbar sind die „Backen“ seitlich an den Flügeln

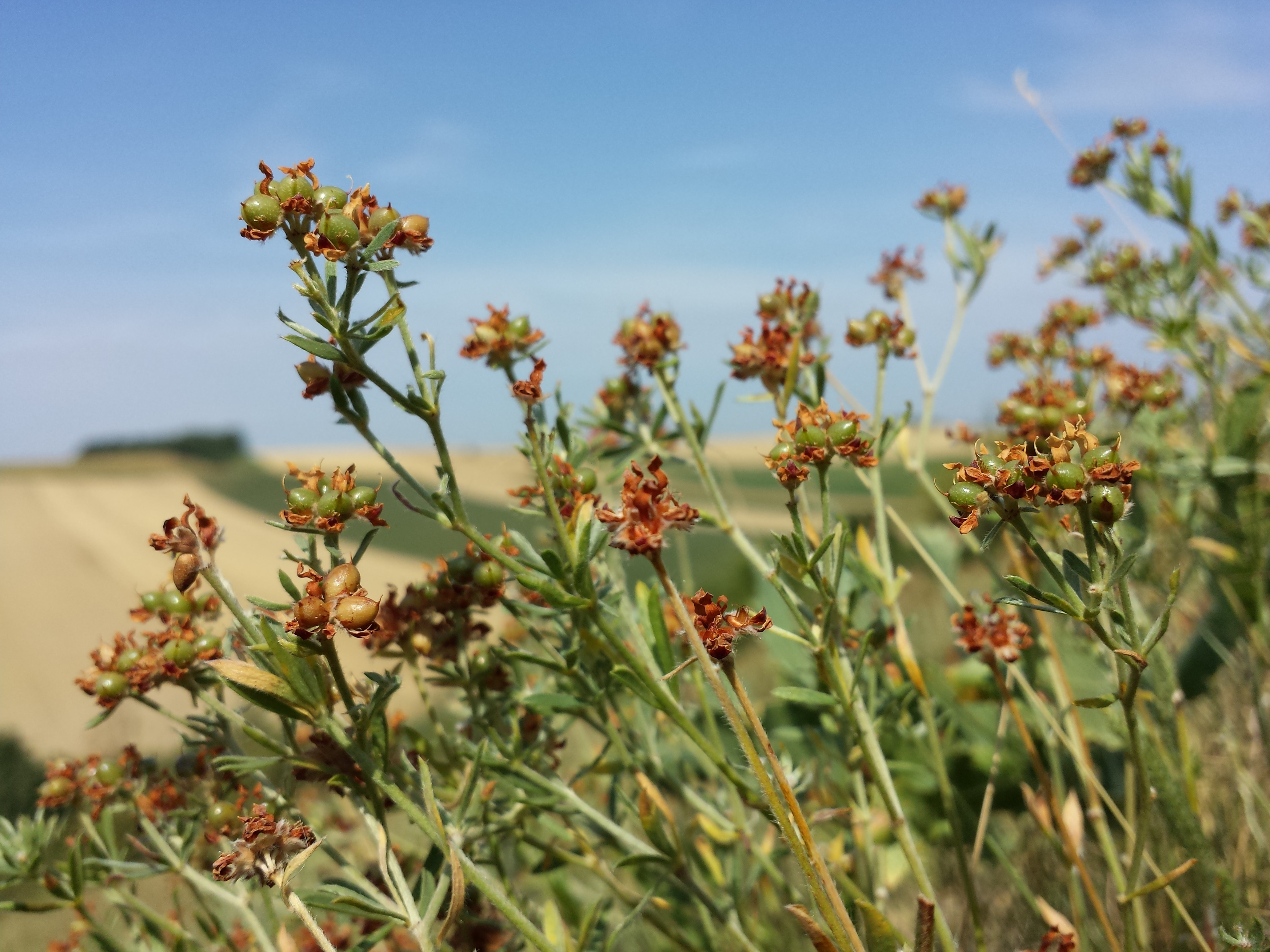
Fruchtstände

### Vegetative Merkmale
Der Seiden-Backenklee wächst als ausdauernde krautige Pflanze und erreicht Wuchshöhen von meist 10 bis 30, selten bis zu 45 Zentimetern. Die Stängel sind niederliegend bis aufsteigend.
Die wechselständig angeordneten Laubblätter sind fast sitzend. Die Blattspreite ist fünfzählig gefingert. Die fünf Blättchen sind anliegend kurz seidig behaart und verkahlen oft. Die mittleren Blättchen sind bei einer Länge von 5 bis 15 Millimetern sowie einer Breite von 2 bis 4 Millimetern schmal-lanzettlich. Die oberen Blättchen sind 2 bis 4 Millimeter breit. Die Nebenblätter sind verkümmert und winzig klein.

### Generative Merkmale
Die Blütezeit reicht in der Regel von Juli bis August, teilweise von Juni bis Oktober. Auf einem langen Blütenstandsschaft befindet sich ein köpfchenförmiger Blütenstand in dem 6 bis 14 Blüten zusammenstehen. Der Blütenstiel ist kürzer als die Kelchröhre.
Die zwittrige und nicht oder wenig duftende Blüte ist zygomorph und fünfzählig mit doppelter Blütenhülle. Der seidig behaarte Kelch ist 2,5 bis 3,5 Millimeter lang. Die fünf weißen bis rosafarbenen Kronblätter stehen zu einer bis zu 7 Millimeter langen Blütenkrone mit der typischen Form der Schmetterlingsblütler zusammen. Die Fahne ist 5 bis 7 Millimeter lang. Die beiden Flügel weisen eine Aufwölbung („Backe“) auf und  sind am oberen Ende verwachsen. Das obere Ende des Schiffchens ist meist schwarzviolett.
Die glatte Hülsenfrucht ist bei einer Länge von 3,5 bis 4,5 Millimetern sowie einem Durchmesser von 2 bis 4 Millimetern eiförmig.

### Chromosomensatz
Die Chromosomengrundzahl beträgt x = 7; es liegt Diploidie oder Tetraploidie mit einer Chromosomenzahl von 2n = 14 oder 28 vor.

## Ökologie
Beim Seiden-Backenklee handelt es sich um einen skleromorphen Hemiphanerophyten, der aber meist nicht verholzt.
Die Blüten sind homogam, also die männlichen und weiblichen Blütenorgane sind gleichzeitig fertil. Blütenökologisch handelt es sich Schmetterlingsblumen vom Fabaceentyp mit Pumpeinrichtung. Die Bestäubung erfolgt durch Insekten. Bestäuber sind Hymenopteren.
Die Hülsenfrucht funktioniert als trockene Streufrucht aus einem Fruchtblatt, welche sich an Rücken- und Bauchnaht öffnet. Diasporen sind die Samen die durch Autochorie ausgebreitet werden.

## Vorkommen und Gefährdung
Der Seiden-Backenklee tritt in Europa von Frankreich über die Schweiz, Italien, Österreich nach Südosteuropa und bis nach Polen und die Ukraine auf.
Lotus germanicus ist in Deutschland indigen entlang von Loisach und Isar. Darüber hinaus ist sie  an verschiedenen Orten in Bayern angesalbt.
In Österreich kommt der Seiden-Backenklee in den Bundesländern Burgenland, Wien, Niederösterreich, Oberösterreich, der Steiermark, Kärnten, Salzburg (unsicher), Tirol und Vorarlberg in der collinen bis montanen Höhenstufe auf (Halb-)Trockenrasen und in Föhrenwäldern vor. Er ist in Mitteleuropa eine Charakterart des Erico-Pinetum kommt aber auch im Pulsatillo-Caricetum humilis aus dem Verband Xerobromion vor.
Im pannonischen Gebiet tritt er häufig auf, ansonsten selten. Im Rheintal und im nördlichen und südöstlichen Alpenvorland gilt er als gefährdet.
Die ökologischen Zeigerwerte nach Landolt et al. 2010 sind in der Schweiz: Feuchtezahl F = 1 (sehr trocken), Lichtzahl L = 3 (halbschattig), Reaktionszahl R = 5 (basisch), Temperaturzahl T = 4+ (warm-kollin), Nährstoffzahl N = 2 (nährstoffarm), Kontinentalitätszahl K = 4 (subkontinental).

## Taxonomie
Die Erstbeschreibung erfolgte 1889 unter dem Namen (Basionym) Dorycnium jordanii var. germanicum Gremli in August Gremli: Exkursionsflora für die Schweiz, 6. Auflage, S. 496. Sie wurde 1923 unter dem Namen Dorycnium pentaphyllum subsp. germanicum (Gremli) Gams als Unterart von Dorycnium pentaphyllum Scop. in Gustav Hegi: Ill. Fl. Mitt.-Eur., Band 4, 3, S. 1380 eingeordnet. In manchen neueren Florenwerken wird dieses Taxon als Art Dorycnium germanicum (Gremli) Rouy geführt. Seit die Gattung Dorycnium mit Lotus vereinigt wird, erfolgte eine Neukombination im Rang einer Art als Lotus germanicus (Gremli) Peruzzi durch Lorenzo Peruzzi in Informatore Botanico Italiano; Bolletino della Societa Botanica Italiana. Florence, Volume 42, Issue 2, 2010, S. 528 veröffentlicht worden.

## Bilder

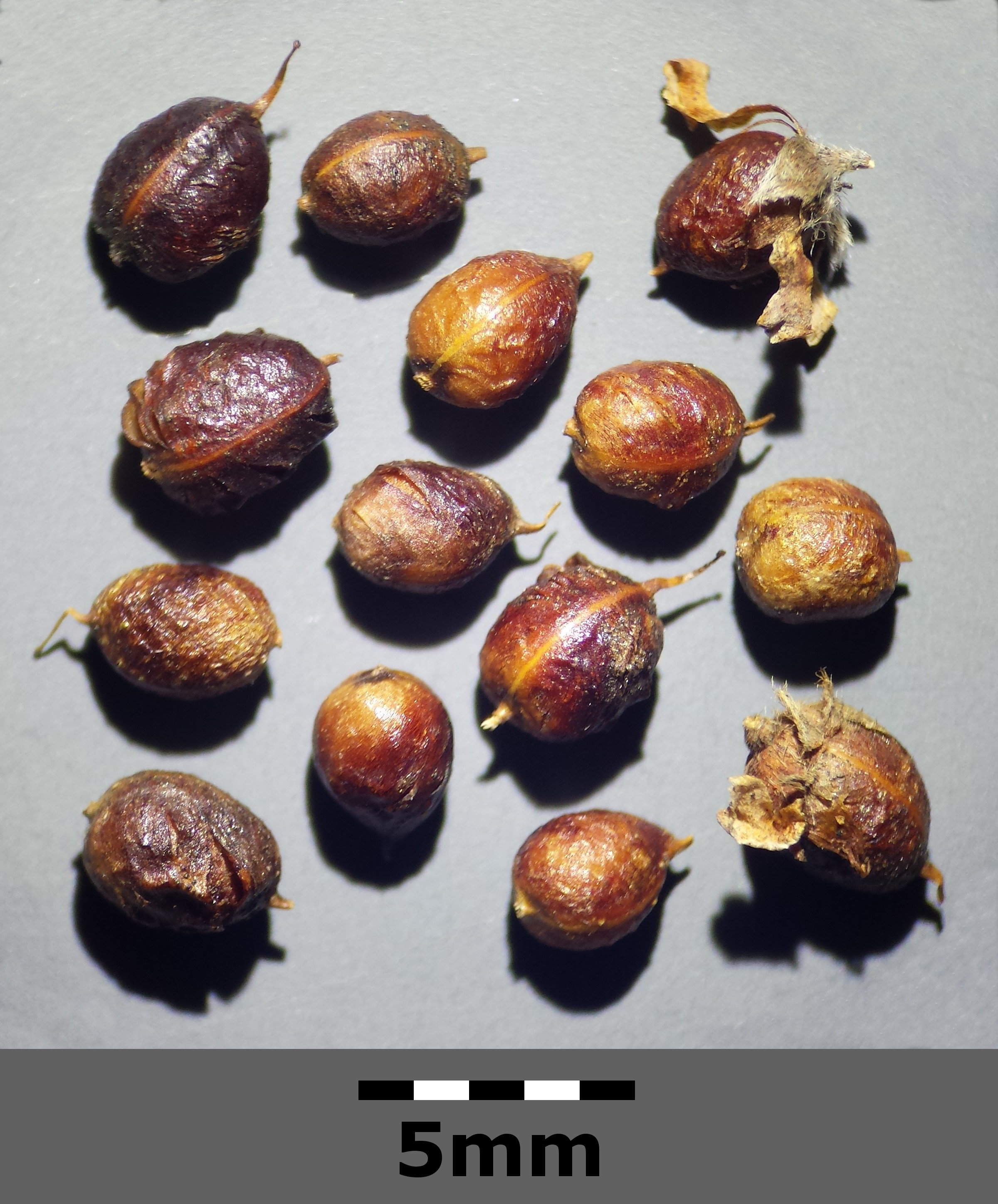
Früchte
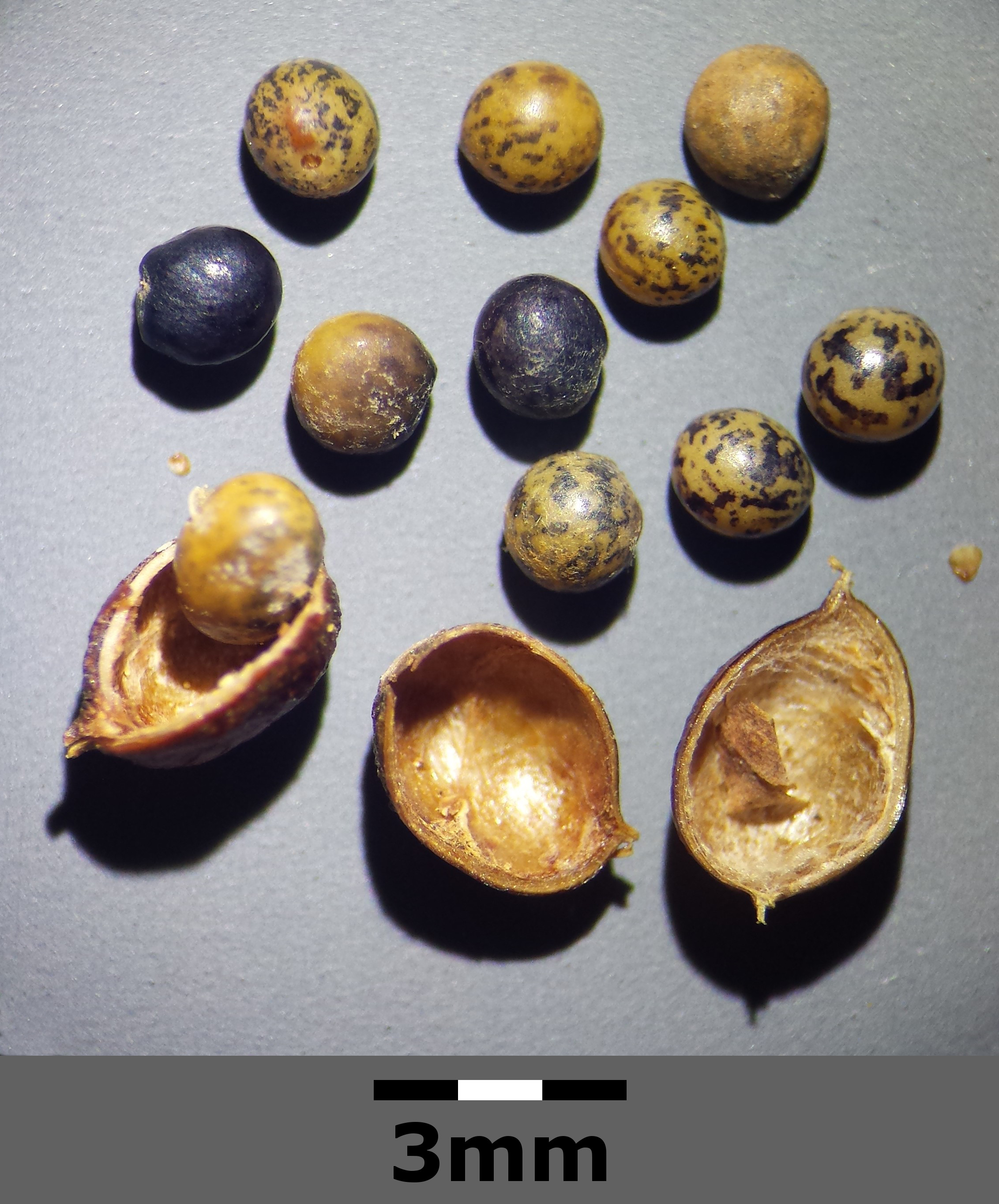
Geöffnete Früchte mit Samen
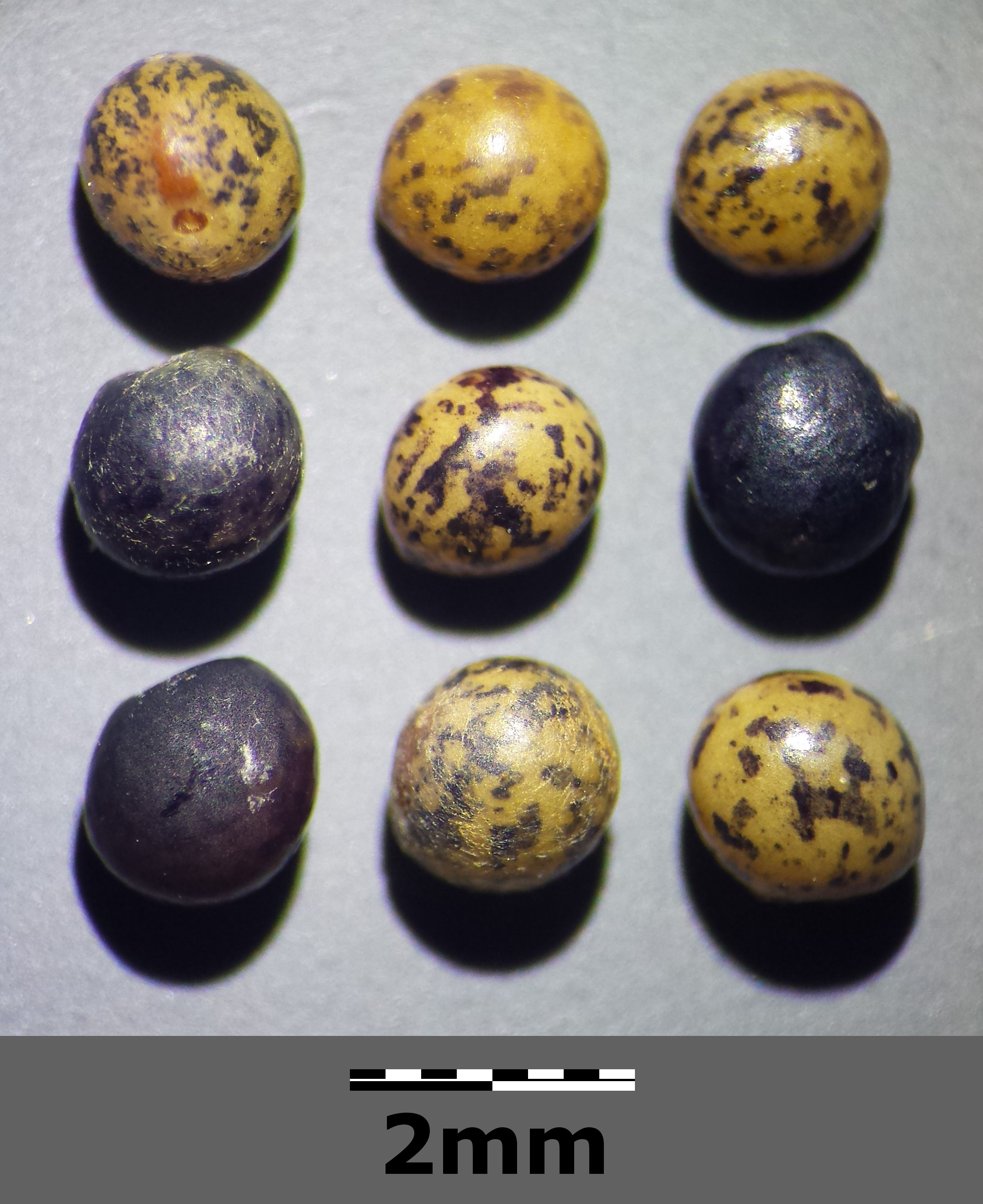
Samen